# Arjuzanx
Arjuzanx [aʁʒyzɑ̃] est une ancienne commune du Sud-Ouest de la France, située dans le département des Landes (région Nouvelle-Aquitaine). Depuis le 1er janvier 2019, elle est une commune déléguée de Morcenx-la-Nouvelle.

## Géographie

### Localisation
Commune située du Brassenx située sur le Bez.

### Communes limitrophes
Les communes limitrophes sont  Rion-des-Landes (d), Arengosse, Morcenx et Villenave.
|                                      |           |           |
| Morcenx (Morcenx-la-Nouvelle)        | Arjuzanx  | Arengosse |
| Rion-des-Landes (par un quadripoint) | Villenave |           |

### Hydrographie
Le ruisseau de la Craste, affluent gauche du Bez, conflue sur la commune.

## Histoire
Arjuzanx est la capitale historique de la baronnie du Brassenx. Son église est bâtie aux XIIe – XIIIe siècles. Autrefois ville royale, Arjuzanx est ceinte de fortification durant les XIIIe siècle  et XIVe siècle.
Ancienne centrale thermique EDF et mine (gisement de lignite). Le site a depuis sa fermeture été reconverti en réserve nationale de chasse, il est connu sous le nom de site d'Arjuzanx.
Le 1er janvier 2019, la commune fusionne avec Garrosse, Morcenx et Sindères pour former la commune nouvelle de Morcenx-la-Nouvelle dont la création est actée par un arrêté préfectoral du 16 novembre 2018.

## Politique et administration
| Période                                  | Période  | Identité              | Étiquette | Qualité                    |
| ---------------------------------------- | -------- | --------------------- | --------- | -------------------------- |
| 2006                                     | En cours | Pierre Darmante       | DVG       | Chef d'entreprise          |
| 1995                                     | 2006     | Jean-Claude Couloudou |           | Retraité de l'enseignement |
| Les données manquantes sont à compléter. |          |                       |           |                            |

## Démographie
| 1793 | 1800 | 1806 | 1821 | 1831 | 1836 | 1841 | 1846 | 1851 |
| ---- | ---- | ---- | ---- | ---- | ---- | ---- | ---- | ---- |
| 563  | 559  | 588  | 811  | 648  | 635  | 630  | 726  | 671  |

| 1856 | 1861 | 1866 | 1872 | 1876 | 1881 | 1886 | 1891 | 1896 |
| ---- | ---- | ---- | ---- | ---- | ---- | ---- | ---- | ---- |
| 728  | 758  | 795  | 750  | 752  | 742  | 736  | 728  | 699  |

| 1901 | 1906 | 1911 | 1921 | 1926 | 1931 | 1936 | 1946 | 1954 |
| ---- | ---- | ---- | ---- | ---- | ---- | ---- | ---- | ---- |
| 645  | 653  | 616  | 586  | 528  | 476  | 410  | 404  | 423  |

| 1962 | 1968 | 1975 | 1982 | 1990 | 1999 | 2006 | 2007 | 2012 |
| ---- | ---- | ---- | ---- | ---- | ---- | ---- | ---- | ---- |
| 364  | 294  | 238  | 228  | 229  | 214  | 206  | 204  | 215  |

| 2016 | - | - | - | - | - | - | - | - |
| ---- | - | - | - | - | - | - | - | - |
| 215  | - | - | - | - | - | - | - | - |

## Économie
- Centrale thermique d'Arjuzanx, ancien site de production d'électricité

## Lieux et monuments
- Église Saint-Jean-Baptiste d'Arjuzanx, inscrite au titre des monuments historiques en 2002
- Site d'Arjuzanx, classé en réserve national de chasse et de faune sauvage en 1987

## Personnalités liées à la commune
- Ferdinand Bernède (1869-1963), folkloriste.

## Galerie

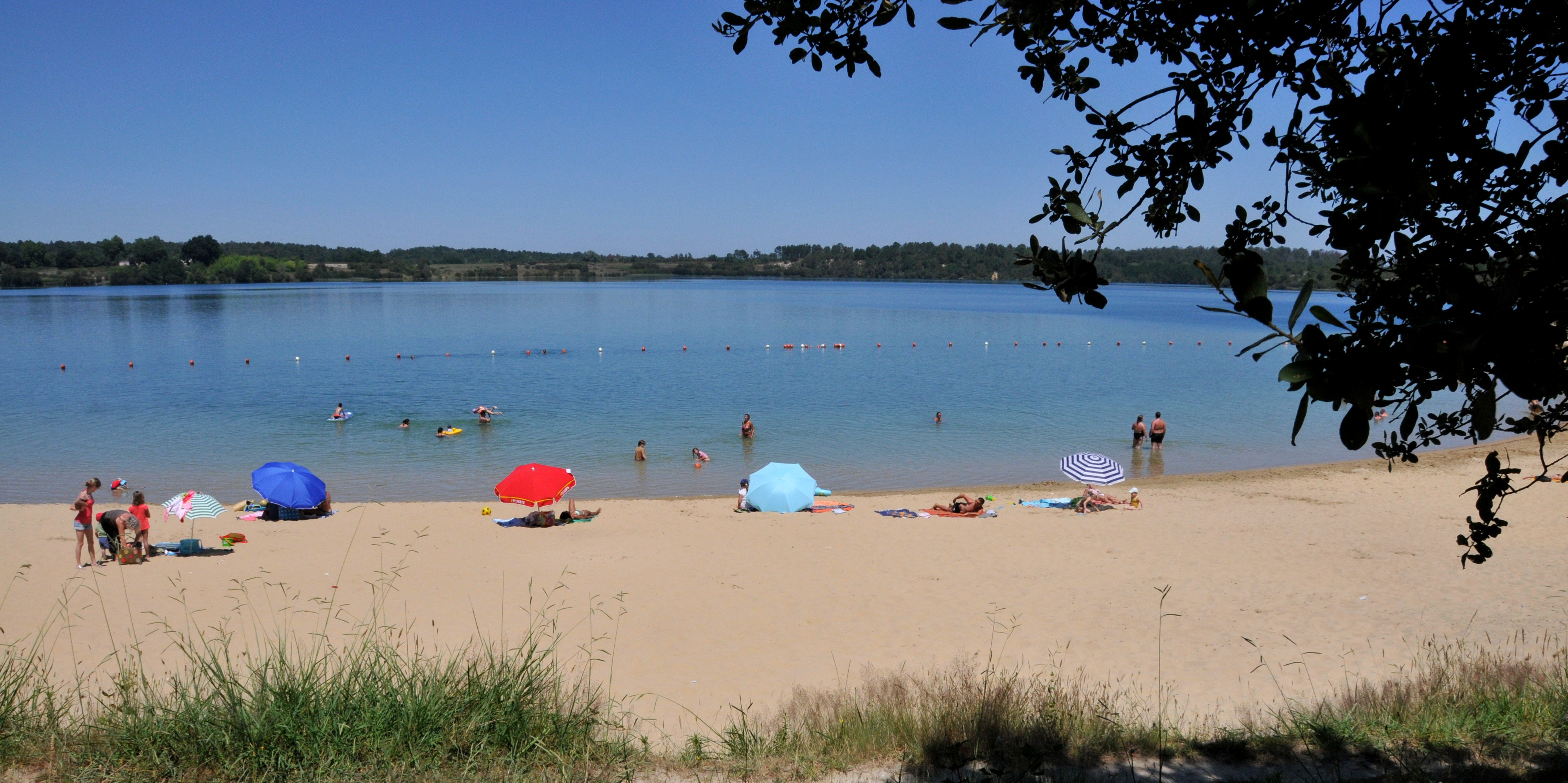
Plage du lac sur le site d'Arjuzanx.
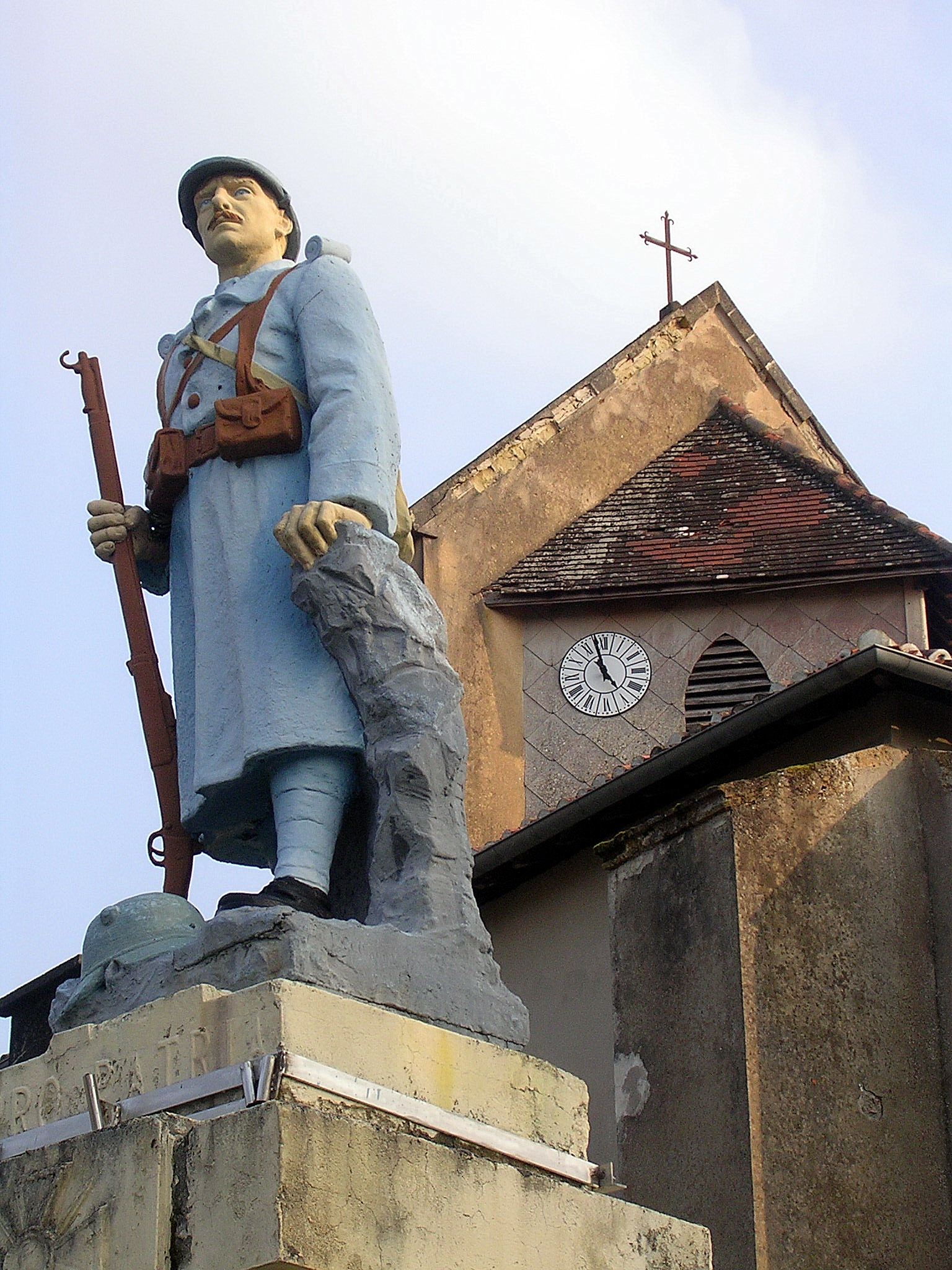
Monument aux morts, statue d'un poilu de la guerre de 1914-1918.